# فوسفوبانتيثين
فوسفوبانتيثين (أيضاً 4'-فوسفوبانتيثين) هو واحد من المجموعات الضميمة لعدد من البروتينات؛ منها الحاملة لمجموعة الأسيل، والتي لها دور في إنزيمات السينثاز المخلّقة المختلفة، من ضمنها الإنزيمات المصنعة للأحماض الدهنية والمصنعة لمتعدد الكيتيد؛ ومنها البروتينات الحاملة للببتيديل والأريل مثل الببتيدات اللاريبوزومية؛ كما يوجد أيضاً في أنواع خاصة من نازعة الهيدروجين لفورميل رباعي هيدرو الفولات.